# توم سميث (سياسي أسترالي)
توم سميث (بالإنجليزية: Tom Smith)‏ هو سياسي أسترالي، ولد في 13 يناير 1890 في دبلن في جمهورية أيرلندا، وتوفي في 23 سبتمبر 1975 في أستراليا. حزبياً، نشط في حزب العمال الأسترالي. وقد انتخب عضو الجمعية التشريعية نيو ساوث ويلز عن دائرة Electoral district of King (New South Wales) ‏ (24 مارس 1917 – 18 فبراير 1920) وانتخب عضو المجلس التشريعي نيو ساوث ويلز.